# Bobby Rousseau
Joseph Jean-Paul Robert Rousseau, detto Bobby (Montréal, 26 luglio 1940), è un ex hockeista su ghiaccio canadese.

## Palmarès

### Olimpiadi invernali
- 1 medaglia:
  - 1 argento (Squaw Valley 1960)